# Anaphlebia caudatula
Anaphlebia caudatula är en fjärilsart som beskrevs av Felder 1869. Anaphlebia caudatula ingår i släktet Anaphlebia och familjen björnspinnare. Inga underarter finns listade i Catalogue of Life.